# قلعه صفری
قلعه صفری یک روستا در ایران است که در دهستان حومه (شاهرود) واقع شده‌است.